# 福岡県道449号口ノ原川島線
福岡県道449号口ノ原川島線（ふくおかけんどう449ごう くちのはらかわしません）は、福岡県飯塚市を通る一般県道である。

## 概要
飯塚市口原から飯塚市川島に至る。
国道200号バイパス付近の福岡県道62号北九州小竹線との交点を起点としている事から、交通量はまずまず多いほうである。また、同路線は信号機が少ないのに加え、国道201号やJR九州筑豊本線・後藤寺線 新飯塚駅へのアクセスも良い事から鯰田地区以南は飯塚市中心部への抜け道としても利用される。福岡県道62号北九州小竹線を左に別れ、しばらくは住宅街を走る。田園地帯が右手に広がり鯰田地区の一角に入る。しばらくして筑豊本線の踏切を渡る。ここで同路線は右に曲がり、JR九州筑豊本線 鯰田駅前を通過しやがて遠賀川左岸の堤防を走る。なお、前述した踏切を左に曲がれば、飯塚市中心部方面である。しばらく道なりに走れば、福岡県道30号飯塚福間線の陸橋をくぐり、福岡県道448号幸袋柏森線との交点（川島橋付近）が終点となる。

### 路線データ
- 起点：福岡県飯塚市口原（福岡県道62号北九州小竹線交点）[1]
- 終点：福岡県飯塚市川島（福岡県道448号幸袋柏森線交点）[1]
- 実延長：3.771 km[1]

## 路線状況

### 重複区間
- 福岡県道421号鯰田停車場有井線（飯塚市鯰田）

### 道路施設

#### 橋梁
- 新町橋（飯塚市、福岡県道421号鯰田停車場有井線重複区間内）

### 交通量
24時間交通量（台）　道路交通センサス
| 区間        | 平成17（2005）年度 | 平成22（2010）年度 | 平成27（2015）年度 |
| ----------- | ------------------ | ------------------ | ------------------ |
| 起点 - 終点 | 5,317              | 5,050              | 4,918              |

（出典：国交省ホームページ「平成22年度全国道路・街路交通情勢調査 一般交通量調査 箇所別基本表」、「平成27年度全国道路・街路交通情勢調査 一般交通量調査 箇所別基本表」）

## 地理

### 通過する自治体
- 福岡県
  - 飯塚市

### 交差する道路
| 交差する道路                                                         | 交差する場所 | 交差する場所 |
| -------------------------------------------------------------------- | ------------ | ------------ |
| 福岡県道62号北九州小竹線                                             | 口原         | 起点         |
| 福岡県道421号鯰田停車場有井線 重複区間起点                           | 鯰田         |              |
| 福岡県道421号鯰田停車場有井線 重複区間終点 福岡県道425号鯰田停車場線 | 鯰田         |              |
| 福岡県道30号飯塚福間線                                               | 川島         | [ 注釈 1 ]   |
| 福岡県道448号幸袋柏森線                                              | 川島         | 終点         |

### 沿線
- 飯塚市立頴田病院
- 鯰田桜園
- ダイヤゴルフセンター
- 飯塚信用金庫鯰田支店
- 飯塚市立鯰田小学校
- 飯塚鯰田郵便局
- JR九州筑豊本線 鯰田駅
- 九電ハイテック飯塚事業所
- 飯塚市鯰田浄水場
- 川島集会所